# Ischnus leucomelas
Ischnus leucomelas är en stekelart som först beskrevs av Brulle 1846.  Ischnus leucomelas ingår i släktet Ischnus och familjen brokparasitsteklar. Inga underarter finns listade i Catalogue of Life.